# إينا بينيتا
إينا بينيتا (بالبولندية: Ina Benita)‏ هي ممثلة بولندية، ولدت في 1 فبراير 1912 في كييف في أوكرانيا، وتوفيت في 9 سبتمبر 1984 في Mechanicsburg, Pennsylvania ‏ في الولايات المتحدة.

## وصلات خارجية
- إينا بينيتا على موقع IMDb (الإنجليزية)
- إينا بينيتا على موقع قاعدة بيانات الفيلم (الإنجليزية)
- إينا بينيتا على موقع كينوبويسك (الروسية)